# Spoofing
Spoofing (ang. spoof – naciąganie, podszywanie) – grupa ataków na systemy teleinformatyczne polegająca na podszywaniu się pod inny element tego samego systemu. Efekt ten osiągany jest poprzez umieszczanie w sieci preparowanych pakietów danych lub niepoprawne używanie protokołów.

## Internet

### Sieci TCP/IP
Wiele protokołów w modelu TCP/IP nie dostarcza mechanizmów uwierzytelniania źródła lub celu wiadomości. Są one przez to podatne na ataki typu spoofing, o ile aplikacja nie podejmie dodatkowych środków ostrożności w celu weryfikacji tożsamości wysyłającego lub odbierającego hosta. W szczególności IP spoofing lub ARP spoofing mogą zostać użyte, by przeprowadzić atak man in the middle przeciwko hostom w sieci komputerowej. Ryzyko spoofingu TCP/IP może być zminimalizowane poprzez użycie zapory sieciowej zdolnej do głębokiej inspekcji pakietów (DPI) lub poprzez dokładną weryfikację tożsamości osoby wysyłającej czy odbierającej wiadomości.

### Nazwy domenowe
Spoofing domen jest używany ogólnie do opisania jednego lub więcej rodzajów ataków phishingowych, które polegają na fałszowaniu lub błędnym przedstawianiu nazwy domeny internetowej. Mają one na celu nakłonienie niczego niepodejrzewających użytkowników do odwiedzenia innej witryny internetowej niż zamierzona lub otwarcia wiadomości e-mail, która w rzeczywistości nie pochodzi z podanego adresu (lub pozornie podanego).

### Informacje dzwoniącego
Publiczne sieci telefoniczne często dostarczają z każdym połączeniem informację CLIP zawierającą imię dzwoniącego i numer. Czasem jednak, zwłaszcza w sieciach VoIP, dzwoniący może podrobić tę informację i przedstawić fałszywe dane. Bramki sieciowe w sieciach podatnych na spoofing przekazują taką fałszywą informację dalej. W sytuacji, gdy spoofowane połączenia pochodzą z innych krajów, prawo kraju odbiorcy może nie obejmować wykonującego połączenie. To ogranicza skuteczność prawa przeciwko wykorzystywaniu informacji CLIP do dalszych oszustw.

### E-mail
Adres nadawcy wiadomości e-mail może być łatwo sfałszowany. Technika ta jest często stosowana przez spamerów, by ukryć pochodzenie ich wiadomości. Prowadzi to np. do błędnego przekierowania wiadomości po jej niedostarczeniu, co umożliwia atak backscatter.
E-mail spoofing działa na podobnej zasadzie jak pisanie podrabianego powrotnego adresu, korzystając z czasu potrzebnego na dostarczenie wiadomości. Tak długo, jak list pasuje do protokołu (znaczki, kod pocztowy), protokół SMTP wyśle wiadomość. Może być to zrobione przy użyciu serwera mailowego z protokołem telnet.

### Zatruwanie sieci wymiany plików
Spoofing może też odwoływać się do posiadaczy praw autorskich umieszczających sfałszowane wersje prac w sieciach wymiany plików.

## Nawigacja satelitarna
Spoofing systemów nawigacji satelitarnej  ma na celu oszukać odbiornik GPS poprzez nadawanie sfałszowanego sygnału, który przypomina prawdziwy sygnał systemu nawigacyjnego lub poprzez powtórne nadawanie oryginalnego sygnału zdobytego w innym miejscu czy czasie. Sfałszowane sygnały mogą być modyfikowane w taki sposób, by odbiorca błędnie oszacował swoją aktualną pozycję lub poprawnie określił swoją pozycję, ale w innym czasie. Jedna z form tego ataku, nazywana atakiem carry-off, rozpoczyna się od nadawania sygnału GPS zsynchronizowanego z oryginalnym sygnałem obserwowanym przez cel ataku. Siła tego sygnału jest stopniowo zwiększana, a jednocześnie podmienia się go na fałszywy. 
Wszystkie systemy nawigacji satelitarnej jak amerykański GPS, europejski Galileo, chiński Beidou i rosyjski GLONASS są podatne na ataki spoofingu. Jak pośrednie rozwiązanie problemu spoofingu, zalecane jest korzystanie z więcej niż jednego systemu nawigacji satelitarnej.

### Rosyjski spoofing nawigacji satelitarnej
Ocenia się, że systemy mobilne RB-301B Borisoglebsk-2, Krasucha i R-330Ż Żytiel posiadają zdolności spoofowania sygnału GPS jednak głównie dotyczy to systemów cywilnych.

## Rozmowy telefoniczne
Istnieją metody podszywania się pod dowolny numer telefoniczny (ang. CallerID spoofing), które mogą zostać wykorzystane przez atakującego do podszycia się pod konkretną osobę.
Oprócz tego, postępy w tworzeniu deepfakeów pozwalają na podszywanie się pod daną osobę posiadając małą próbkę głosu osoby podszywanej. Systemy wykrywania podszywania się pod głos są obiektem aktywnych badań naukowych jednak możliwości wykrywania są ograniczone przez duże możliwości maskowania sygnału.